# Pedro Aguirre Cerda
Pedro Aguirre Cerda (ur. 6 lutego 1879 w Pocuro koło Los Andes, zm. 25 listopada 1941 w Santiago) – chilijski polityk pochodzenia baskijskiego, działacz Partii Radykalnej, prawnik, nauczyciel. 
Pełnił mandat deputowanego do Izby Deputowanych (1915–1921) i senatora (1921–1927). Był ministrem sprawiedliwości i szkolnictwa państwowego (1918) oraz trzykrotnie spraw wewnętrznych (1920–1921, luty–marzec 1924, lipiec–wrzesień 1924). Od 24 grudnia 1938 do śmierci sprawował urząd prezydenta Chile. 
Jego imieniem nazwano miasto w Chile, cieśninę u wybrzeży Półwyspu Antarktycznego, a także stację polarną na Antarktydzie.